# Сражение за Семятыче
Сражение за Семятыче (польск. Bitwa pod Siemiatyczami) — сражение 25 — 26 января (6 — 7 февраля) 1863 года между русскими войсками и польскими повстанцами во время восстания 1863 года.

## Предыстория
Местечко Семятичи было избрано повстанцами как опорный пункт и в период с 21 января (2 февраля) по 24 января (5 февраля) 1863 года туда стянулись крупные отряды Яна Мытлинкого, Владислава Яблоновского (около 800 человек), Романа Рогинского (от 400 до 500 человек), Владислава Цихорского (около 1000 бойцов) и Валентия Левандовского (около 1000 человек) вместе с примкнувшими к повстанцам в городе добровольцами и отрядом местного помещика Станислава Сонгина (150—200 человек), общие силы возросли до 4000 — 5 000 человек. Повстанцам удалось захватить арсеналы местного гарнизона и изъять там большее количество огнестрельного оружия с пулями и порохом. В результате чего на каждую тысячу мятежников приходилось около 200 стрелков с ружьями, остальные — косиньеры.
Восставшие приняли меры для упорной обороны Семятич, чему способствовало кладбище на северной стороне и усадьба помещика на южной, намереваясь создать из местечка долговременную базу для накопления людских и материальных ресурсов.

## Галерея

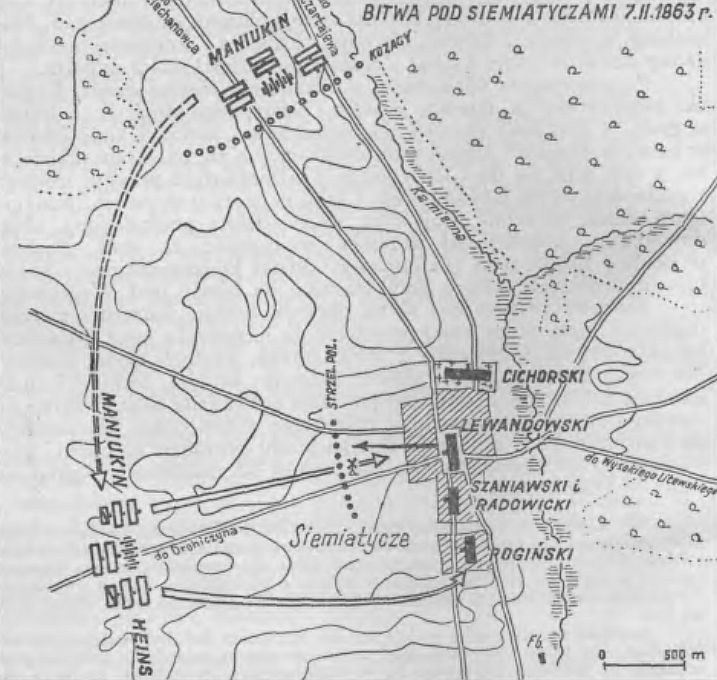
Схема боя.
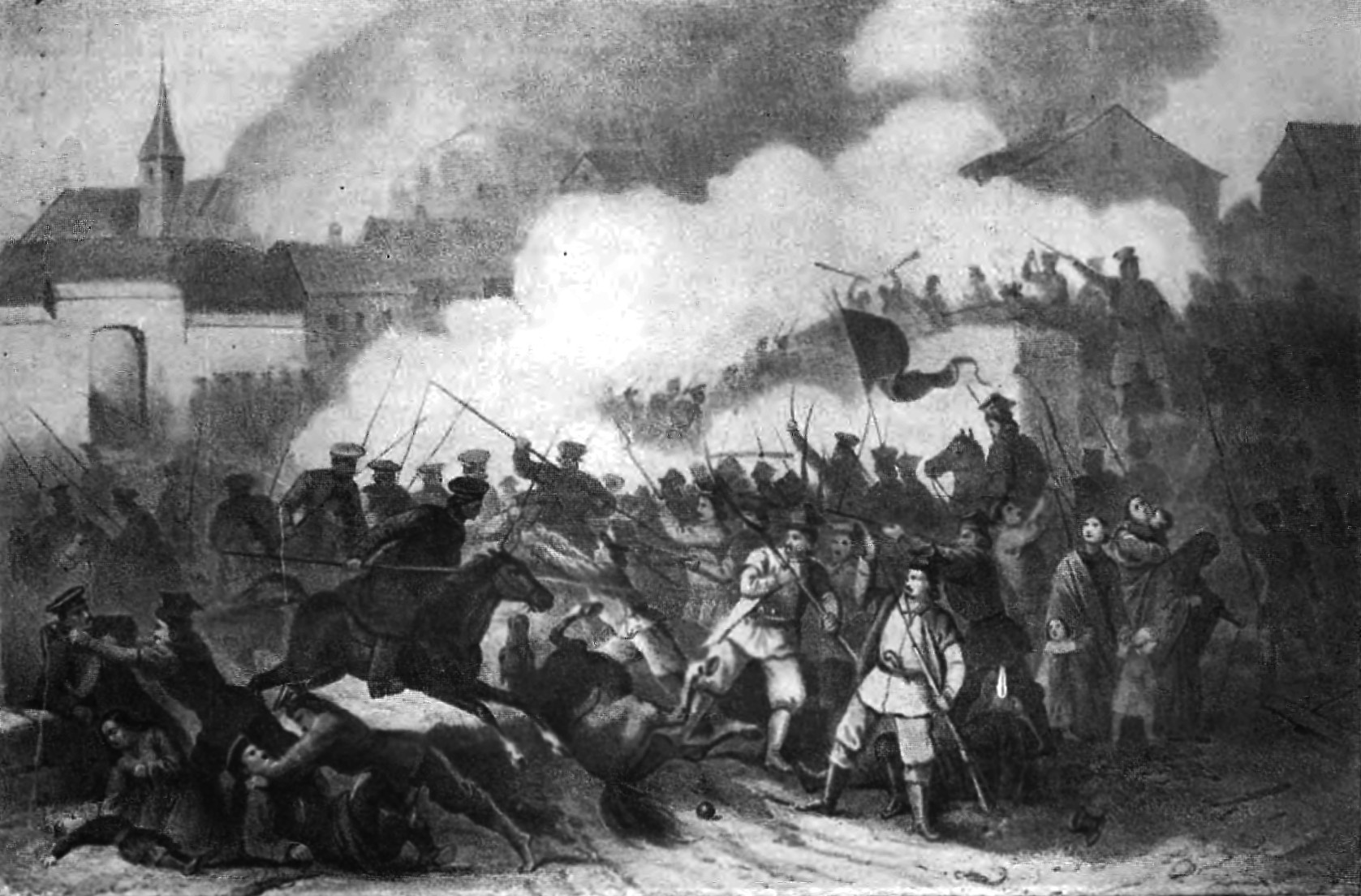
Бой под Семятичами. Гравюра 19 века.

## Бой
Вечером, 25 января (6 февраля) к местечку подошел с севера русский отряд полковника Манюкина (7 рот, сотня казаков, 4 орудия). Повстанцы, ожидая нападения, закрепились на кладбище с каменной оградой и в близлежащих домах. Русские солдаты открыли артиллерийский и оружейный огонь, и атаковали кладбище, сперва одной ротой, потом двумя, но атака была отбита. Наступившая темнота заставила отложить следующую атаку до утра. На ночь войска отошли в село Чартаево в 4 верстах с северу от Семятич. Повстанцы пытались контратаковать отходивший отряд, но были отбиты оружейным и артиллерийским огнём и понеся потери были вынуждены вернуться на прежние позиции.
26 января (7 февраля) в полдень регулярные войска снова атаковали Семятичи с западной, слабейшей стороны. Часть повстанцев держало оборону в местечке и усадьбе, другая (большая) стала в спешке ретироваться в ближайшие леса. После ожесточенного боя Семятичи были заняты правительственными войсками. Отступающие повстанцы для отвлечения регулярных частей от своего преследования подожгли несколько зданий в городе, в результате чего вскоре начался сильный пожар, который с трудом удалось ликвидировать к ночи, в итоге в городе неповреждёнными огнем остались лишь 4 здания. По польской версии пожары возникли в ходе применения регулярными войсками разрывных артиллерийских боеприпасов.
Согласно русским данным, потери повстанцев составили более 200 человек убитыми, ранеными и пленными, а потери регулярных войск — 3 убитых и 13 раненых.
По польским же данным восставшие потеряли 150—200 человек убитыми и ранеными, а регулярные войска не менее 20 человек убитыми и более 70 ранеными.

## Последствия
После поражения остатки повстанческих отрядов разошлись в разных направлениях. Р. Рогинский с отрядом из 400 человек перешел Буг и оказался в Гродненской губернии, где вел бои против регулярных войск до конца февраля 1863 года, впоследствии 14 (26) февраля 1863 года его отряд был окончательно разгромлен на хуторе Барки в окрестностях Турова, Рогинский ранен и спустя несколько дней арестован, но сотрудничал со следствием и получил вместо смертного приговора 20 лет каторжных работ.
С. Сонгин изначально действовал вместе с отрядом Р. Рогинского, однако вскоре отделился от последнего и с группой из 250 человек вновь решил занять Семятыче, тем не менее, отряд был настигнут правительственными войсками 3 (15) февраля 1863 года у деревни Речица и после короткого боя рассеян. Станислав Сонгин был убит, как и 83 бойца из его отряда, ещё 48 восставших попали в плен.
В. Цихорский с отрядом числом до 700 человек отступил в Мазовецкое воеводство, где также продолжил вести партизанскую войну, однако потерпев 9 (21) марта 1863 года крупное поражение от регулярных войск у местечка Радзанов, передал командование Зугмунту Падлевскому, а сам бежал в Пруссию.
В. Лавандовский ушел с остатками отряда в Люблинское воеводство, где также вступил в несколько схваток с правительственными войсками, но, в конце концов, 12 (24) марта 1863 года был разбит и взят в плен. Также приговорен к смертной казни, однако затем приговор был смягчен до 15-летней ссылки в Сибирь.
Владислав Яблоновский ушел со своим отрядом в Свентокшиское воеводство, где соединился с отрядом генерала Мариана Лангевича, после поражения кампании которого 7 (19) марта 1863 года бежал вместе с ним в Галицию.
Ян Мытлинский с остатками отряда также ушел в Виленскую губернию, где после нескольких неудачных стычек с регулярными войсками распустил остатки отряда и бежал в Галицию, а через неё в Османскую империю.